# Condado de Burnett
El condado de Burnett es un condado del estado de Wisconsin, Estados Unidos. Tiene una población estimada, a mediados de 2022, de 17 036 habitantes.
La sede del condado es Siren.

## Geografía
Según la Oficina del Censo, el condado tiene un área total de 2180 km², de la cual 2130 km² son tierra y 150 km² son agua.

### Condados adyacentes
- Condado de Douglas – noreste
- Condado de Washburn – este
- Condado de Barron –  sureste
- Condado de Polk – sur
- Condado de Chisago, Minnesota –  suroeste
- Condado de Pine, Minnesota – oeste

## Demografía
| 1900  | 1910  | 1920   | 1930   | 1940   | 1950   | 1960  | 1970  | 1980   | 1990   | 2000   | 2022   |
| ----- | ----- | ------ | ------ | ------ | ------ | ----- | ----- | ------ | ------ | ------ | ------ |
| 7.478 | 9.026 | 10.735 | 10.233 | 11.382 | 10.236 | 9.214 | 9.276 | 12.340 | 13.084 | 15.674 | 17.036 |

## Municipios y villas

### Municipios
| - Anderson - Blaine - Daniels - Dewey - Grantsburg | - Jackson - La Follette - Lincoln - Meenon | - Oakland - Roosevelt - Rusk - Sand Lake | - Scott - Siren - Swiss - Trade Lake | - Union - Webb Lake - West Marshland - Wood River |

### Villas
- Grantsburg
- Siren
- Webster

### Principales carreteras
| - Carretera 87 - Carretera 35 | - Carretera 70 - Carretera 77 - Carretera 48 |